# پردیس دانشگاهی خودگردان
پردیس دانشگاهی خودگردان، نوعي پذيرش از طريق سازمان سنجش همانند دوره هاي روزانه در مقاطع تحصيلات دانشگاهی در دانشگاه‌های دولتی ایران است که با هدف پذیرش دانشجو در قبال دریافت هزینه ایجاد می‌شوند. پذیرش دانشجویان از طریق آزمون سراسری سازمان سنجش یا آزمون اختصاصی، بر اساس مقررات و آیین‌نامه‌های دانشگاه و با نظارت سازمان سنجش آموزش کشور صورت می‌گیرد. پردیس خودگردان يا پرديس دانشگاهي به عنوان معادل و جایگزین اصطلاح پردیس بین‌الملل به کار می‌رود. چند سال است كه دانشجويان اكثر پرديس هاي دانشگاهی مانند پرديس ارس دانشگاه تهران، پردیس کیش دانشگاه تهران، پردیس خودگردان دانشگاه صنعتی شریف و پرديس دانشگاه شهيد بهشتي  با دانشجويان روزانه ادغام شدند و همزمان در دانشكده هاي اصلي تحصيل مي كنند به دانشجويان شهریه پرداز در دانشگاه های دولتی در دوره های شبانه و پردیس خودگردان، دانشجویان دوره روزانه شهريه پرداز نیز می‌گويند.  

## مدرک پردیس
مدرک پردیس با امضای ریاست و معاونت آموزشی دانشگاه مربوطه صادر می‌شود و فرمت آن کاملاً مشابه مدارک دوره‌های روزانه است؛ بر اساس شیوه نامه تأسیس پردیس‌های خودگردان در متن مدرک عنوان «پردیس دانشگاهی» به عنوان دانشکده محل تحصیل ذکر می‌شود ارزش استخدامي و ادامه تحصيل در مقاطع بالاتر همانند دانشجويان روزانه است .

## شهریه
شهریه پیش‌بینی شده برای این پردیس‌ها برای کل دوره کارشناسی ارشد از ۱۵ تا ۲۸ میلیون تومان متغیر است (برای رشته‌های علوم انسانی در سال تحصیلی ۹۶ و ۹۷). برای دوره‌های دکتری نیز شهریه بسته به دانشگاه محل تحصیل بین ۷۰ تا ۹۰ میلیون تومان برای کل دوره در نظر گرفته شده‌است (سال تحصیلی ۹۶ و ۹۷). این شهریه در طی ترم‌های مختلف اخذ می‌شود.
شهریه پردیس دانشگاه‌های سطح شهر تهران برای کل دوره کارشناسی ارشد (رشته‌های علوم انسانی) به ترتیب زیر است:
| نام پردیس دانشگاهی           | شهریه کل دوره کارشناسی ارشد                                                                            | سال تحصیلی      |
| ---------------------------- | --- | --------------- |
| پردیس دانشگاه علامه طباطبایی | ۲۰ میلیون تومان                                                                                        | سال تحصیلی ۹۶   |
| پردیس البرز دانشگاه تهران    | حداقل 29.8 میلیون تومان برای رشته های علوم انسانی و حداقل 33.2 میلیون تومان برای سایر رشته ها          | سال تحصیلی 98   |
| پردیس دانشگاه شهید بهشتی     | ۲۲ میلیون تومان                                                                                        | سال تحصیلی ۹۶   |
| پردیس دانشگاه علم و صنعت     | ۲۸ میلیون تومان                                                                                        | سال تحصیلی ۹۷   |
| پردیس دانشگاه خوارزمی        | حداقل 20.3 میلیون تومان براي رشته هاي علوم انساني و حداقل 21.3 ميليون تومان براي رشته هاي فني و مهندسي | سال تحصیلی 1400 |

نکته مهم در زمینه شهریه‌های پردیس‌های خودگردان قوانین مربوط به انصراف از تحصیل است؛ مقررات دانشگاه‌ها در مورد انصراف از تحصیل متنوع است و دانشجویان قبل از ثبت نام حتماً بایستی مقررات دانشگاه هدف را از سایت مربوطه بررسی کنند.

### وام شهریه دانشجویان پردیس
هر چند توسط دانشگاه‌ها اعلام می‌شود که تعهدی برای وام وجود ندارد اما تاکنون با تأمین منابع مربوطه برای دانشجویان پردیس از طرف صندوق رفاه دانشجویان وام در نظر گرفته شده‌است. این وام در ترم دوم سال ۹۶ برای دانشجویان ارشد برابر یک میلیون و صد و پنجاه هزار تومان و برای دانشجویان دکتری دو میلیون و پانصد هزار تومان بوده‌است.

## پردیس در وزارت علوم، تحقیقات و فناوری
تا مرداد سال ۱۳۹۲ مجوز تأسیس و فعالیت ۴۰ پردیس خودگردان برای دانشگاه‌های مادر وزارت علوم صادر شده‌است. برخی دانشگاه‌ها بیش از یک پردیس خودگردان دارند. با سیاست جدید وزارت علوم از سال ۱۳۹۶ مجوز برخی از این پردیس‌ها تمدید نشده و دانشگاه‌ها به ادغام این واحدها اقدام کرده‌اند.

## پردیس در وزارت بهداشت، درمان و آموزش پزشکی
وزارت بهداشت نیز با توجه به مصوبه قانونی مجلس شورای اسلامی اقدام به تأسیس پردیس‌های خودگردان در دانشگاه‌های زیرمجموعه خود کرده‌است. در سال ۱۳۹۳ برخی انتقادات نسبت به نحوه پذیرش دانشجو در این پردیس‌ها مطرح شد که حسن قاضی‌زاده‌هاشمی در پاسخ به پرسش خبرنگار مهر دربارهٔ این اعتراضات اعلام کرد که پذیرش در پردیس‌های خودگردان قانونی است. وزیر بهداشت، دربارهٔ نگرانی نسبت به پذیرش دانشجوی پولی در گروه علوم پزشکی گفت: «آن نقصی که در گذشته وجود داشته‌است و صرفاً پول مبنای پذیرش می‌توانسته باشد دیگر وجود ندارد و دانشجویانی که امسال در پردیس‌های خودگردان پذیرفته شده‌اند رقابت سختی را گذرانده‌اند.»